# Salvami (Sonohra)
Salvami è il terzo singolo dei Sonohra estratto dall'album d'esordio Liberi da sempre.
La canzone è stata lanciata in radio il 5 settembre 2008.

## Il Singolo
Il testo è stato scritto da Luca Fainello insieme al produttore Roberto Tini mentre la musica e gli arrangiamenti sono di Diego Fainello; il video è stato ufficialmente lanciato in rotazione lunedì 6 ottobre.
In stile British arrangiato dall'orchestra, questo brano tocca un tema di importanza e attualità: è infatti dedicato ad un giovane amico dei due artisti deceduto in un incidente stradale.